# Acciaierie Bertoli Safau
Acciaierie Bertoli Safau s.p.a. (ABS) è la divisione steelmaking del gruppo Danieli.
La sede principale dell’azienda è a Pozzuolo del Friuli (UD), maggiore sito produttivo di ABS. Gli impianti all’avanguardia di cui l’azienda dispone consentono la produzione di acciai speciali lunghi, distribuiti a clienti sia italiani che esteri.

## Storia
ABS nasce nel 1988 dalla fusione di due storiche realtà siderurgiche udinesi: le Officine Bertoli e la Società per Azioni Ferriere & Acciaierie di Udine. Nei decenni successivi l’azienda si è creata una nicchia di mercato, investendo in macchinari innovativi che le hanno consentito di diversificare i processi e i prodotti.

## Prodotti e mercati
Gli acciai speciali prodotti da ABS sono nello specifico: acciai per costruzioni, acciai da forgia, acciai da cementazione, acciai da bonifica, acciai da bulloneria, acciai a lavorabilità migliorata, acciai microlegati, acciai per cuscinetti, acciai per molle, acciai resistenti allo scorrimento viscoso e acciai da nitrurazione.
ABS produce acciai grezzi da colata continua e lingotti, acciai laminati e pelati. L’impianto produttivo di Cargnacco (UD) comprende tre macchine di colata continua che coprono una gamma da 200 mm al diametro record di 850 mm, e una colata in fossa che permette la produzione di una vasta gamma di lingotti. Per quanto concerne i prodotti laminati, le sezioni variano da 15 mm a 500 mm per i tondi e da 40 mm a 480 mm per i quadri, servendosi del nuovo impianto Danieli Rotoforgia (RF1800) inaugurato nell’autunno 2015
I mercati di riferimento sono Oil & Gas, Automotive & Trucks, Rail e Power Generation.

## Stabilimenti

### Sedi produttive
- ABS (stabilimento produttivo, Udine)
- Qualisteel (stabilimento produttivo, Udine)
- QWR - Quality Wire Rod (stabilimento produttivo, Udine)
- ABS Sisak (stabilimento produttivo, Croazia)

### Centro ricerca
- ABS Centre Métallurgique (centro ricerca, Francia)

### Sedi commerciali
- Uffici Commerciali Italia (Udine e Brescia)
- ABS Deutschland (uffici commerciali, Germania)
- ABS Services (uffici commerciali, Germania)
- ABS Scandinavia (uffici commerciali, Svezia)
- ABS Ibérica (uffici commerciali, Spagna)